# Gößnitz
Gößnitz é uma cidade da Alemanha localizado no distrito de Altenburger Land, estado da Turíngia.

## Demografia
Evolução da população (até 1960 em 31 de dezembro):
| - 1831 - 1.304 - 1933 - 6.636 - 1939 - 6.483 - 1960 - 7.042 - 1994 - 4.679 | - 1995 - 4.740 - 1996 - 4.663 - 1997 - 4.609 - 1998 - 4.534 - 1999 - 4.476 | - 2000 - 4.423 - 2001 - 4.355 - 2002 - 4.285 - 2003 - 4.194 - 2004 - 4.094 |

 Fonte a partir de 1994: Thüringer Landesamt für Statistik